# Ebusua Dwarfs
El Essienimpong Cape-Coast Mysterious Dwarfs, conocido como Ebusua Dwarfs, es un equipo de fútbol de Ghana que juega en la Liga de fútbol de Ghana, la liga de fútbol más importante del país.

## Historia
Fue fundado en el año 1903 en la ciudad de Cape Coast con el nombre de Excelsior (Cape Coast), siendo el equipo de fútbol más antiguo de Ghana y uno de los fundadores de la Liga de fútbol de Ghana.
Ganaron su único título de Liga en el año 1967 con el nombre Mysterious Dwarfs, clasificando a la Copa Africana de Clubes Campeones de 1968.

## Palmarés
- Liga de fútbol de Ghana: 1

1967

## Participación en competiciones de la CAF
| Temporada | Torneo                            | Ronda            | Club              | Casa | Visita | Global  |
| --------- | --------------------------------- | ---------------- | ----------------- | ---- | ------ | ------- |
| 1968      | Copa Africana de Clubes Campeones | 1                | Stationery Stores | 2-3  | 2-1    | 4-4 (a) |
| 2000      | Copa CAF                          | 1                | USFAS             | 3-0  | 0-2    | 3-2     |
| 2000      | Copa CAF                          | 2                | WAC Casablanca    | 2-0  | 1-2    | 3-2     |
| 2000      | Copa CAF                          | Cuartos de final | Ismaily SC        | 0-2  | 0-4    | 0-6     |
| 2014      | Copa Confederación de la CAF      | Preliminar       | ASC Diaraf        | 1-0  | 0-0    | 1-0     |
| 2014      | Copa Confederación de la CAF      | 1                | Petro Atlético    | 2-0  | 0-4    | 2-4     |

## Jugadores destacados
| - Godwin Ablodey - Richard Ackon - Ernest Adu - Rasid Alawe - Michael Amissah-Isaidoo - Samuel Aryeetey - Emmanuel Atta-Effi - Ekow Ghansah | - Charles "C.K" Gyamfi (1948-49) - Ohene Kennedy - Emmanuel Osei Kuffour - Douglas Mustapha - Stephen Opoku - Stephen Owusu - Nana Ato Quansah - Alhassan Shamu - Alex Tachie-Mensah |